# آل باركر (مسلسل)
آل باركر مسلسل تلفزيوني أمريكي يعتمد على كوميديا الموقف عرض على شبكة باراماونت المتحدة من 30 أغسطس 1999 إلى 10 مايو 2004 حيث تم تصوير 5 أجزاء بواقع 111 حلقات .

## القصة
تدور أحداث المسلسل حول المدرسة نيكول كيمبيرلي (نيكي) باركر المرحة والمحبة للآخرين والمتطلبة أيضا . بعد طلاقها فإنها تعيش مع ابنتها كيمبيرلي آن باركر التي تدرس في نفس المدرسة التي تعمل فيها . تقع في حب زميلها المدرس ستانلي أوغليفي الذي لا يبادلها نفس الشعور .

## الشخصيات
| الممثل(ة)      | الشخصية           | عدد الحلقات |
| مونيك          | نيكول باركر       | 111         |
| كونتيس فوغن    | كيمبيرلي آن باركر | 111         |
| دورين ويلسون   | ستانلي أوغليفي    | 111         |
| جينا فان أوي   | ستيفي فان لو      | 108         |
| كين لاوسون     | تيريل رادكليف     | 108         |
| يفيت ويلسون    | أنديل ويلكيرسون   | 101         |
| دوايت وودي     | جو وودي           | 28          |
| كارا بروك      | ريجينا فوستر      | 14          |
| بوليت براكستون | فيرونيكا كوبر     | 13          |
| ترينت كاميرون  | جيريل غودريتش     | 8           |
| -------------- | ----------------- | ----------- |

## جوائز المسلسل
| السنة | المهرجان               | الجائزة                                        | الحاصل عليها        |
| 2001  | مهرجان الصورة          | أفضل ممثلة في مسلسل كوميدي                     | مونيك               |
| 2002  | مهرجان الصورة          | أفضل ممثلة في مسلسل كوميدي                     | مونيك               |
| 2003  | مهرجان الفنانين الصغار | أفضل ممثل طفل ضيف شرف في مسلسل تلفزيوني كوميدي | كريستوفر مايكل ماسي |
| 2004  | مهرجان الصورة          | أفضل ممثلة في مسلسل كوميدي                     | مونيك               |
| 2005  | مهرجان الصورة          | أفضل ممثلة في مسلسل كوميدي                     | مونيك               |
| ----- | ---------------------- | ---------------------------------------------- | ------------------- |

## روابط خارجية
- آل باركر على موقع IMDb (الإنجليزية)
- آل باركر على موقع ميتاكريتيك (الإنجليزية)
- آل باركر على موقع الموسوعة البريطانية (الإنجليزية)
- آل باركر على موقع روتن توميتوز (الإنجليزية)
- آل باركر على موقع ألو سيني (الفرنسية)
- آل باركر على موقع قاعدة بيانات الفيلم (الإنجليزية)